# Neil Grayston
Neil Grayston (New Westminster, 24 marzo 1981) è un attore canadese.

## Biografia
Nel 2006 ha vinto un Leo Award per la sua interpretazione nell'episodio The Bigger Man della serie televisiva Godiva's. A partire dallo stesso anno è tra gli interpreti principali della serie televisiva Eureka, nel ruolo del dottor Douglas Fargo.

## Filmografia

### Cinema
- The Water Game, regia di John Bolton (2002)

### Televisione
- Da Vinci's Inquest – serie TV, 1 episodio (2000)
- UC: Undercover – serie TV, 1 episodio (2001)
- Edgemont – serie TV, 9 episodi (2001-2002)
- Jeremiah – serie TV, 1 episodio (2002)
- Smallville – serie TV, 1 episodio (2002)
- Dead Like Me – serie TV, 1 episodio (2004)
- La leggenda di Earthsea (Earthsea) – miniserie TV, 2 puntate (2004)
- Wonderfalls – serie TV, 8 episodi (2004)
- The Dead Zone – serie TV, 1 episodio (2005)
- Godiva's – serie TV, 19 episodi (2005-2006)
- Eureka – serie TV, 61 episodi (2006-2011)
- Supernatural – serie TV, episodio 2x15 (2007)
- Warehouse 13 – serie TV, 2 episodi (2010-2011)
- The True Heroines – serie TV, 1 episodio (2011)
- Psych - serie TV, episodio 7x10 (2013)

## Doppiatori italiani
Nelle versioni in italiano delle opere in cui ha recitato, Neil Grayston è stato doppiato da:
- Emiliano Coltorti in Eureka (Douglas Fargo), Warehouse 13 (ep. 3x06), Psych
- Leonardo Graziano in Supernatural
- Riccardo Scarafoni in Warehouse 13 (ep. 2x05)
- Patrizio Cigliano in iZombie

Da doppiatore è stato sostituito da:
- Daniela Di Giusto in Eureka (S.A.R.A.H.)